# جان جوزف سنابجورسون
جان جوزف سنابجورسون (به انگلیسی: Jón Jósep Snæbjörnsson) (زاده ۱ ژوئن ۱۹۷۷) خواننده ایسلندی است.
او در مسابقه آواز یوروویژن ۲۰۱۲ به همراه گرتا سالومه استفانسدوتیر نماینده ایسلند بود.